# 임방울대로

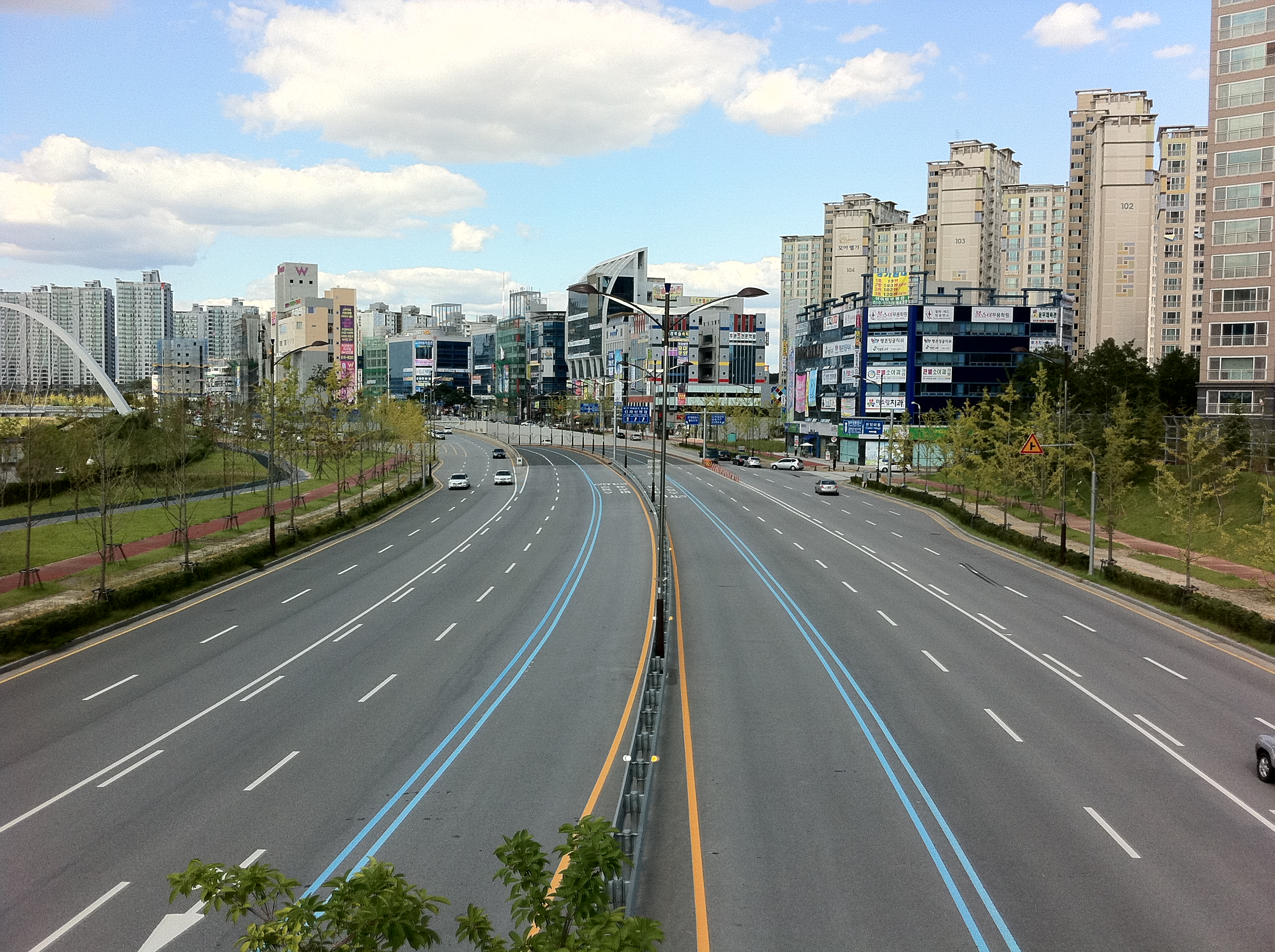

임방울대로는 한국의 명창 임방울의 이름을 딴 광주광역시의 도로이다.

## 연혁
- 2009년 7월 27일: 광주광역시 광산구 우산동 709-1에서 북구 용두동 산54-10까지 10,631 m를 임방울대로로 지정함.
- 2009년 8월 11일: 완전 개통[1]